# Сара (имя)
Са́ра (др.-евр. שָׂרָה‬) — женское имя древнееврейского происхождения. Имя, которое первоначально носила Сарра, жена Авраама, пока Бог не нарёк ей нового имени. Имя Сара весьма распространено в иудейском, христианском (особенно англоязычном) и исламском мире.

## Именины
Православные именины (дата дана по григорианскому календарю) 26 июля (Сарра Ливийская).
Католические именины: 19 августа и 1 сентября (праматерь Сарра), 27 декабря (блаженная Шара Шалкахази).

## Известные носители
- Сарра — жена Авраама, первая из четырёх прародительниц еврейского народа.
- Сара, герцогиня Йоркская.